# 김기섭 (배우)
김기섭(1952년 6월 25일 ~ )은 대한민국의 배우이다.

## 생애
1971년 연극배우로 첫 데뷔하였고 이듬해 1972년 뮤지컬 배우 데뷔하였으며 같은 해 1972년 CBS 기독교방송 특채 1기 성우 입격하였다. 그로부터 4년 후 1976년 MBC 문화방송 특채 연기자 정식 데뷔하였고 그로부터 4년 후 1980년 KBS 한국방송공사에 재특채되었다. 향후 1984년 성우협회를 탈퇴한 그는 노태우 대통령과 흡사하여 노태우 대통령 전문 배우로 알려져 있다. 그는 음악 감상과 골프에 취미가 있다.

## 출연작

### 드라마
- 비객
- 노다지 - 임중섭
- 순애보
- 천명
- 고독의 문
- 제3공화국 - 엄달영
- 제4공화국 - 노태우 (MBC)
- 형제의 강 (SBS)
- 해 뜨는 집 (SBS)
- 토지  (KBS)
- 한명회 (KBS)
- 용의 눈물 (드라마) - 김여지
- 여인천하 - 윤원로 (SBS)
- 민들레 가족 (MBC)
- 발칙한 여자들 (MBC)
- 찬란한 내 인생 (MBC) - 신상그룹 장인공정 관련자 역